# Йодат натрію
Йодат натрію (NaIO3) - натрієва сіль йодної кислоти.  

## Отримання
Отримується шляхом реакції натрійвмісної основи, такої як гідроксид натрію, з йодною кислотою, наприклад[джерело?]:
HIO3 + NaOH → NaIO3 + H2O
Також ця сполука може бути отримана додававанням йоду до гарячого концентрованого розчину гідроксиду натрію або карбонату натрію[джерело?]:
3I2 + 6NaOH → NaIO3 + 5NaI + 3H2O

## Хімічні властивості
Йодат натрію є окислювачем у кислому середовищі:
{\displaystyle {\ce {2 NaIO3 + 12 HCl -> I2 + 5CI2 ^ + 2NaCI + 6H2O}}}
Йодат натрію має здатність окислюватись до перйодату натрію у водних розчинах гіпохлоритами або іншими сильними окислювачами[джерело?]:
NaIO3 + NaOCl → NaIO4 + NaCl

## Використання
Основне застосування йодату натрію полягає у виробництві йодованої солі. Інші сполуки, що використовуються в йодованій кухонній солі, - це йодат калію, йодид калію та також йодид натрію. Йодат натрію містить від 15 до 50 мг на кілограм придатної солі[джерело?].
Цю сполуку також використовують як кондиціонер для тіста для його зміцнення[джерело?].

## Безпека
Йодати у поєднанні з органічними сполуками утворюють вибухонебезпечну суміш.[джерело?]